# Bärskatta
Bärskatta (Solanum scabrum) är en växtart i familjen potatisväxter. Dess ursprung är okänt, men tropiska Afrika har föreslagits som möjligt ursprung. Arten är spridd och odlas som trädgårdsväxt även utanför Afrika och på vissa platser har den även naturaliserats. I Sverige förekommer bärskattan odlad i trädgårdar som en ettårig ört. Andra svenska namn på örten är sträv nattskatta och trädgårdshuckleberry.